# Брок Хол (Мериленд)
Брок Хол (енгл. Brock Hall) насељено је место без административног статуса у америчкој савезној држави Мериленд.

## Демографија
По попису из 2010. године број становника је 9.552.
| Група             | 2000.    | 2010.         |
| Белци             | 0 (0,0%) | 509 (5,3%)    |
| Афроамериканци    | 0 (0,0%) | 8.503 (89,0%) |
| Азијати           | 0 (0,0%) | 185 (1,9%)    |
| Хиспаноамериканци | 0 (0,0%) | 192 (2,0%)    |
| Укупно            | 0        | 9.552         |